# Vychylovka (Nová Bystrica)
Vychylovka je místní část obce Nová Bystrica, v okrese Čadca . Leží v Kysucké vrchovině, v podcelku Bystrická brázda, v údolí potoka Vychylovka a v jeho bočních dolinách, v nadmořské výšce 610 m n. m. Součástí Vychylovky je i několik osad, jednou z největších je Podrycierová (670 m n. m.).
Celé území Vychylovky leží na území CHKO Kysuce a v okolí se vyskytuje několik přírodní pozoruhodnosti: slatinisko Chmúra, tzv. Vychylovské skálie (PP) a Vychylovské prahy (PP) s odkryvy flyšového pásma.

## Dějiny
Poprvé se vzpomíná v roce 1696 pod názvem Wichilowska jako rozšíření obce Nová Bystrica patřící Strečnianskému hradnímu panství. V roce 1828 se zmiňuje i jako samostatná obec pod názvem Vichilovka.
V roce 1865 byla ve Vychylovce postavena římskokatolická dřevěná škola, v roce 1912 přibyla i státní. Školy byly jednotřídní s šestiletou povinnou docházkou. 
V roce 1915 začala výstavba Kysucké lesní železnice, která byla v letech 1925-26 propojena s oravskou lesní železnicí přes sedlo Demänová. V roce 1969 byla kvůli nerentabilitě zrušena. V současnosti je národní kulturní památkou a postupně se obnovuje. Obnova spojení s Oravou se plánovala na sezónu provozu železnice v roce 2012

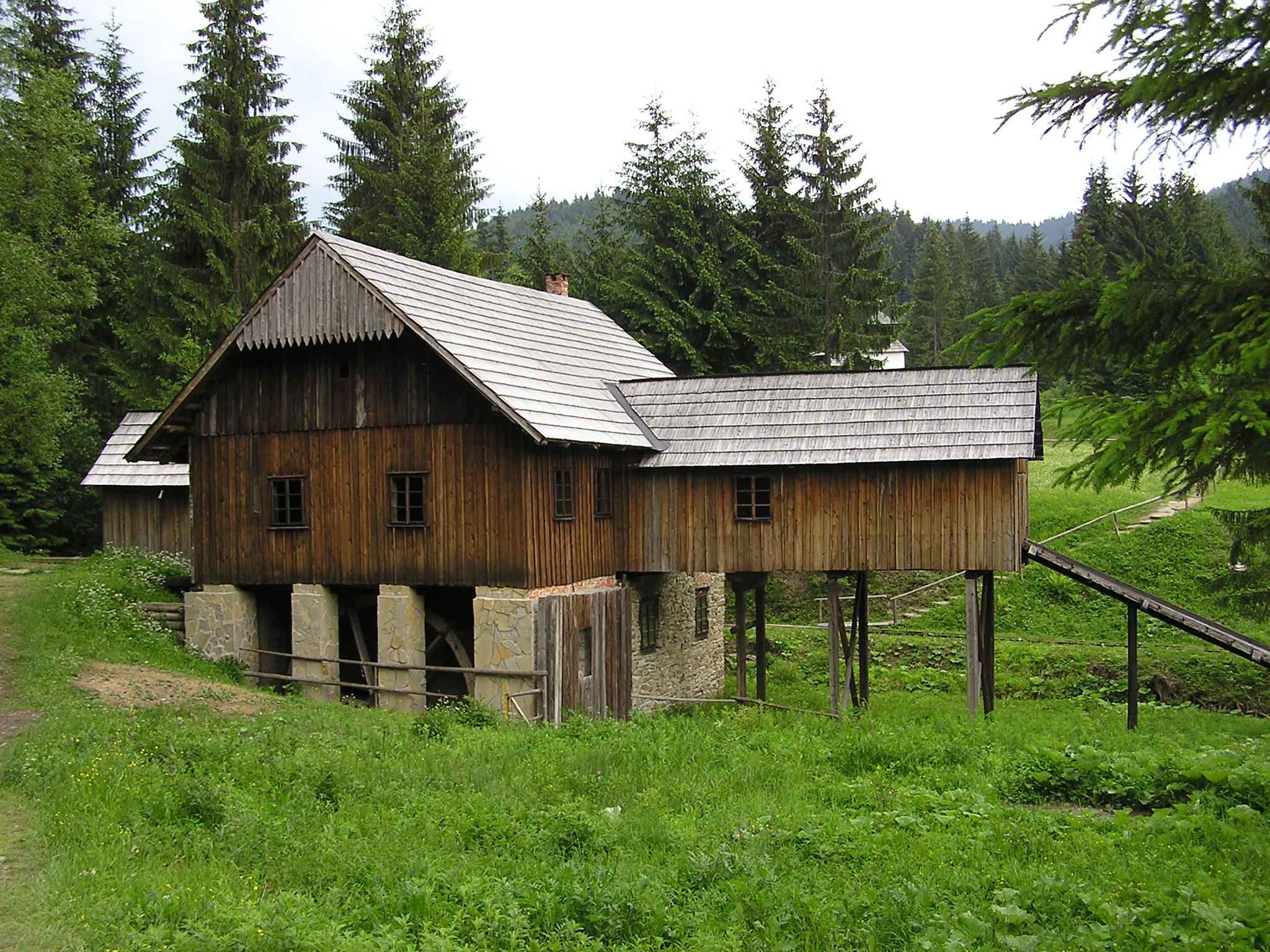
Muzeum kysucké dědiny, pila z Klubiny

V údolí Chmúra byl v roce 1974 vybudován skanzen, Muzeum kysucké dědiny. Sem byly přeneseny i některé původní dřevěné objekty z oblasti zaplavené vodárenské nádrže Nová Bystrica konkrétně z obcí Harvelka a Riečnica. Příkladem je několik budov z osady Od Poništa z Riečnice, která sousedí ve skanzenu s osadou Do potoka.

## Demografie
- 1828 - 865 obyvatel (87 domů)
- 1850 - 550 obyvatel [2]